# Amphioplus
Amphioplus is een geslacht van slangsterren uit de familie Amphiuridae. De wetenschappelijke naam van het geslacht werd in 1899 voorgesteld door Addison Emery Verrill. Verrill creëerde het geslacht omdat de soorten die Theodore Lyman in het geslacht Amphiura had opgenomen volgens hem uiteenvielen in vier natuurlijke groepen die de status van geslacht verdienden. Bij publicatie van de naam noemde Verrill enkele kenmerken en de typesoort: Amphiura tumida Lyman, 1878. Hij maakte niet duidelijk welke soorten volgens hem nog meer in het geslacht moesten worden geplaatst.

## Soorten
Ondergeslacht Amphioplus
- Amphioplus abditus (Verrill, 1871)
- Amphioplus aciculatus Mortensen, 1936
- Amphioplus acutus Mortensen, 1936
- Amphioplus affinis (Studer, 1885)
- Amphioplus albidus (Ljungman, 1867)
- Amphioplus ancistrotus H.L. Clark, 1911
- Amphioplus archeri A.M. Clark, 1955
- Amphioplus asterictus H.L. Clark, 1915
- Amphioplus aurensis A.M. Clark, 1955
- Amphioplus basilicus (Koehler, 1907)
- Amphioplus brachiostictus Tortonese, 1949
- Amphioplus brasiliensis Tommasi, 1970
- Amphioplus caelatus Ely, 1942
- Amphioplus camamuensis Manso, 2004
- Amphioplus capax (Koehler, 1905)
- Amphioplus causatus (Koehler, 1905)
- Amphioplus cinctus (Koehler, 1914)
- Amphioplus conductus Koehler, 1922
- Amphioplus congensis (Studer, 1882)
- Amphioplus coniortodes H.L. Clark, 1918
- Amphioplus consors (Koehler, 1908)
- Amphioplus ctenacantha Baker, 1977
- Amphioplus cuneatus (Lyman, 1878)
- Amphioplus cyrtacanthus H.L. Clark, 1915
- Amphioplus debilis (Koehler, 1904)
- Amphioplus diacritus Murakami, 1943
- Amphioplus didymus H.L. Clark, 1938
- Amphioplus dispar (Koehler, 1897)
- Amphioplus echinulatus Mortensen, 1940
- Amphioplus euryaspis (H.L. Clark, 1911)
- Amphioplus exsecratus (Koehler, 1905)
- Amphioplus famulus (Koehler, 1910)
- Amphioplus firmus (Koehler, 1904)
- Amphioplus gravelyi James, 1970
- Amphioplus guangdongensis Liao, 2004
- Amphioplus hendleri Liao, 2004
- Amphioplus heptagonus Cherbonnier & Guille, 1978
- Amphioplus hexabrachiatus Stöhr, 2003
- Amphioplus intermedius (Koehler, 1905)
- Amphioplus iuxtus Murakami, 1943
- Amphioplus legatus Koehler, 1922
- Amphioplus lobatus (Ljungman, 1867)
- Amphioplus longuscutum Cherbonnier & Guille, 1978
- Amphioplus lucidus Koehler, 1922
- Amphioplus lucyae Tommasi, 1971
- Amphioplus macilentus (Verrill, 1882)
- Amphioplus macraspis (H.L. Clark, 1911)
- Amphioplus magellanicus (Mortensen, 1936)
- Amphioplus magnificus (Koehler, 1908)
- Amphioplus margueritae Cherbonnier & Guille, 1978
- Amphioplus mathildae Tommasi & Abreu, 1974
- Amphioplus minutus Tortonese, 1980
- Amphioplus modestus (Koehler, 1897)
- Amphioplus occidentalis Koehler, 1914
- Amphioplus parviclypeus H.L. Clark, 1915
- Amphioplus parvitus Cherbonnier & Guille, 1978
- Amphioplus pectinatus Mortensen, 1933
- Amphioplus peregrinator (Koehler, 1912)
- Amphioplus personatus (Koehler, 1905)
- Amphioplus philohelminthius Ziesenhenne, 1940
- Amphioplus platyacanthus Murakami, 1943
- Amphioplus polymorphus Cherbonnier, 1972
- Amphioplus psilochora (H.L. Clark, 1911)
- Amphioplus qingdaoensis Liao, 2004
- Amphioplus refectus (Koehler, 1905)
- Amphioplus rhadinobrachius H.L. Clark, 1911
- Amphioplus seminudus Mortensen, 1940
- Amphioplus sepultus Hendler, 1995
- Amphioplus signalis Koehler, 1930
- Amphioplus sinicus Liao, 2004
- Amphioplus somaliensis Tortonese, 1980
- Amphioplus spinosus Cherbonnier & Guille, 1978
- Amphioplus stenaspis H.L. Clark, 1938
- Amphioplus stewartensis (Mortensen, 1924)
- Amphioplus strongyloplax (H.L. Clark, 1911)
- Amphioplus suspectus Madsen, 1970
- Amphioplus tessellatus (Koehler, 1904)
- Amphioplus textilis (Koehler, 1907)
- Amphioplus thomassini Cherbonnier & Guille, 1978
- Amphioplus thrombodes H.L. Clark, 1918
- Amphioplus timsae Mortensen, 1926
- Amphioplus titubantius Cherbonnier & Guille, 1978
- Amphioplus tumidus (Lyman, 1878)
- Amphioplus verrilli (Lyman, 1879)

Ondergeslacht Amphichilus Matsumoto, 1917
- Amphioplus impressus (Ljungman, 1867)
- Amphioplus ochroleucus (Brock, 1888)
- Amphioplus trichoides Matsumoto, 1917
- Amphioplus cesareus (Koehler, 1905) = Amphioplus impressus (Ljungman, 1867)

Ondergeslacht Lymanella A.M. Clark, 1970
- Amphioplus andreae (Lütken, 1872)
- Amphioplus depressus (Ljungman, 1867)
- Amphioplus furcatus Mortensen, 1933
- Amphioplus hastatus (Ljungman, 1867)
- Amphioplus integer (Ljungman, 1867)
- Amphioplus japonicus (Matsumoto, 1915)
- Amphioplus laevis (Lyman, 1874)
- Amphioplus peresi Cherbonnier & Guille, 1978
- Amphioplus potens Koehler, 1930
- Amphioplus spinulosus (Koehler, 1904)
- Amphioplus gibbosus Ljungman, 1867 nomen dubium, volgens A.M. Clark (1970)
- Amphioplus megapomus H.L. Clark, 1911 = Amphioplus laevis (Lyman, 1874)

Ondergeslacht Unioplus Fell, 1962
- Amphioplus caulleryi (Koehler, 1897)
- Amphioplus cernuus (Lyman, 1879)
- Amphioplus cipus Baker, 1977
- Amphioplus conditus (Koehler, 1905)
- Amphioplus confinis (Koehler, 1904)
- Amphioplus daleus Lyman, 1879
- Amphioplus falcatus Mortensen, 1933
- Amphioplus gentilis (Koehler, 1904)
- Amphioplus glaucus (Lyman, 1879)
- Amphioplus gratus (Koehler, 1904)
- Amphioplus incisus (Lyman, 1883)
- Amphioplus patulus (Lyman, 1879)
- Amphioplus pegasus Baker, 1977
- Amphioplus repositus (Koehler, 1905)
- Amphioplus servatus (Koehler, 1904)

Niet in een ondergeslacht geplaatst
- † Amphioplus uchigoensis Ishida, 1991
- † Amphioplus venezuelanus Berry, 1941